# Bradleya thomasi
Bradleya thomasi is een mosselkreeftjessoort uit de familie van de Hemicytheridae. De wetenschappelijke naam van de soort is voor het eerst geldig gepubliceerd in 1988 door Steineck & Yozzo.